# Nemoria viridicincta
Nemoria viridicincta là một loài bướm đêm trong họ Geometridae.